# Jeziora Wielkie
Jeziora Wielkie è un comune rurale polacco del distretto di Mogilno, nel voivodato della Cuiavia-Pomerania.
Ricopre una superficie di 123,96 km² e nel 2004 contava 5 033 abitanti.